# Künstlicher Leitstern

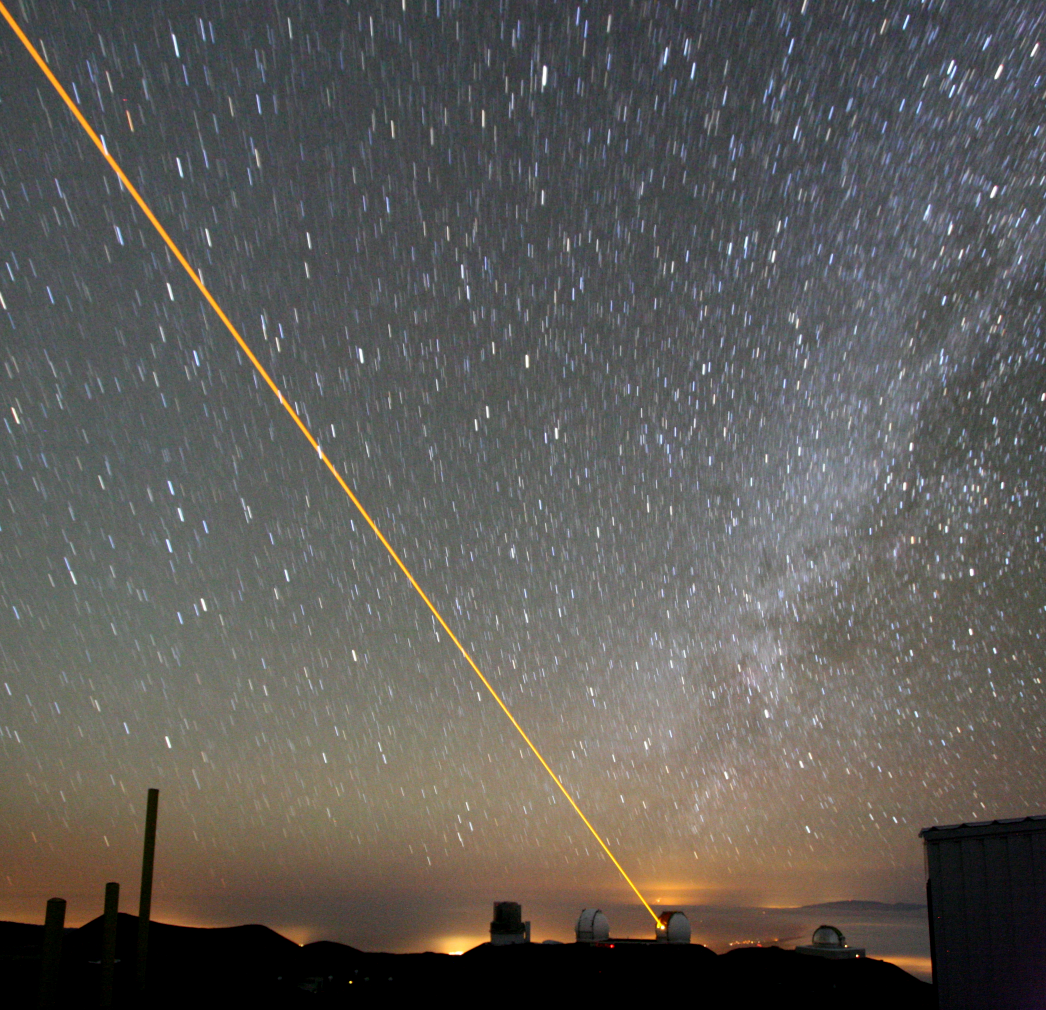
Das Keck-Observatorium projiziert einen Laserleitstern in den Nachthimmel

Ein künstlicher Leitstern oder Laserleitstern (englisch Laser Guide Star, LGS) ist ein durch einen Laserstrahl erzeugter Lichtpunkt in der oberen Atmosphäre. Er ermöglicht als „künstlicher Stern“ die Korrektur der Luftunruhe durch adaptive Optik, auch an Stellen des Himmels, wo kein entsprechend heller natürlicher Leitstern (Natural Guide Star, NGS) zur Verfügung steht.

## Leitsterne für adaptive Optik
Systeme der adaptiven Optik an großen astronomischen Teleskopen benötigen den Lichtfleck eines natürlichen oder künstlichen Leitsterns, um die Turbulenzen der über dem Teleskop liegenden Schichten der Atmosphäre zu messen. Das Licht dieses Leitsterns wird mit dem Teleskop eingefangen und die Verzerrungen seiner Wellenfront werden mit einem Wellenfrontsensor, zum Beispiel einem Shack-Hartmann-Sensor, vermessen. Damit werden die Informationen gewonnen, um über ein elektronisches Regelsystem und einen verformbaren Spiegel die Wellenfront des eigentlichen Zielobjektes zu korrigieren. Dies führt zu schärferen Bildern von Objekten außerhalb der Atmosphäre (astronomische Objekte, aber auch Erdsatelliten). Bei guter Korrektur ist die Bildqualität dann nicht mehr vom Seeing, sondern von der Beugung des Lichts am Teleskopspiegel bestimmt.
Da die Verzerrungen durch die Luftunruhe sehr rasch veränderlich sind, muss der Leitstern hell sein, um genügend Photonen für viele Wellenfrontmessungen in einer Sekunde zu liefern. Er muss auch im isoplanatischen Fleck nahe am Zielobjekt stehen, da sonst das Licht vom Leitstern und vom Zielobjekt auf dem Weg zum Teleskop verschiedene turbulente Gebiete der Atmosphäre durchlaufen würde, so dass die am Leitstern gemessene Verzerrung nicht auf das Zielobjekt anwendbar wäre.
Es zeigt sich, dass für die meisten Gebiete des Himmels, besonders weit entfernt von der sternreichen Ebene der Milchstraße, kein genügend heller natürlicher Leitstern verfügbar ist. Für seltene Objektklassen wäre das eine starke Einschränkung der adaptiven Optik.

## Laserleitsterne

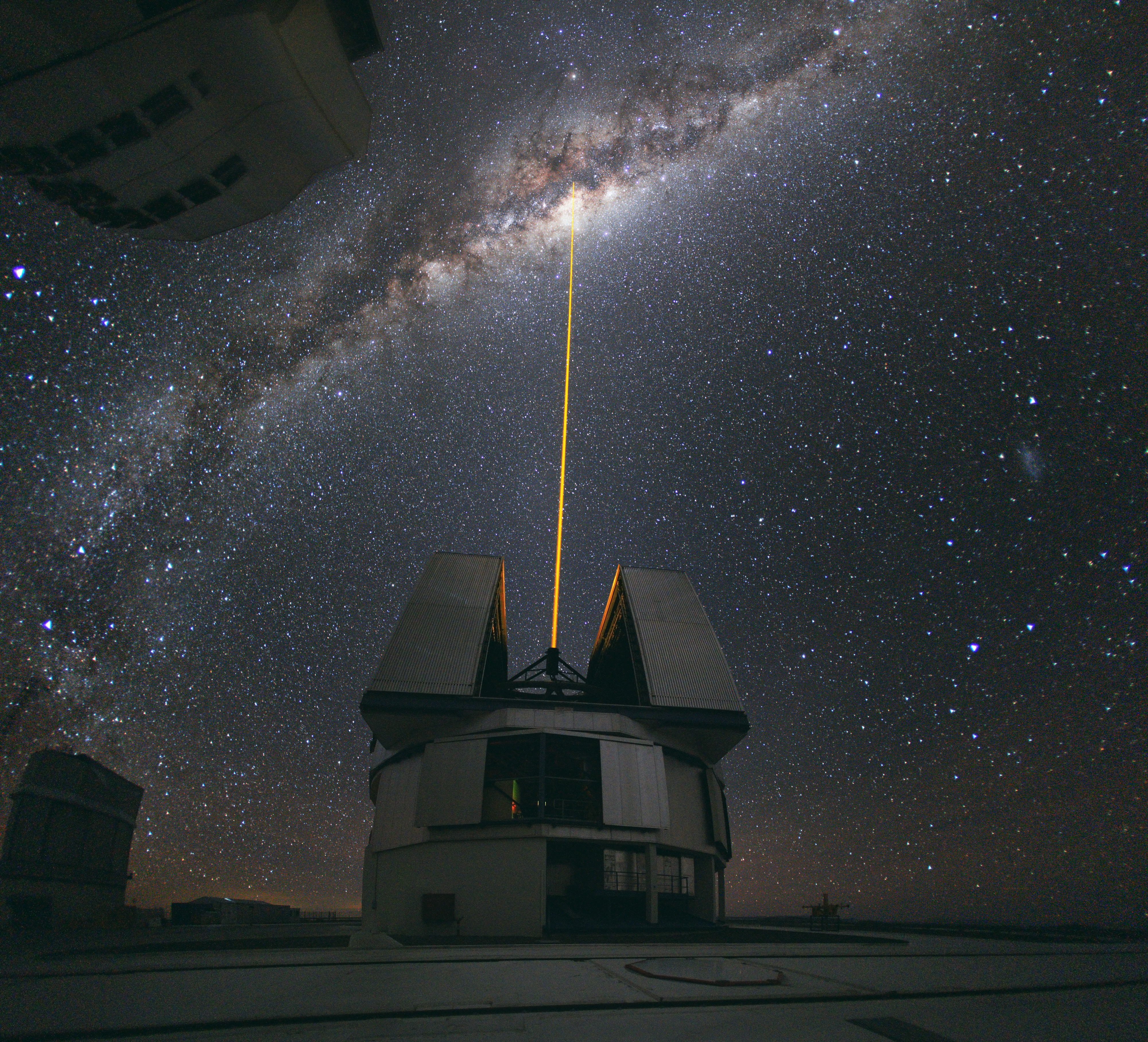
Künstlicher Leitstern am VLT

Abhilfe schaffen Laserleitsterne, bei denen mit einer kleinen Fernrohroptik am Hauptteleskop ein heller Laserstrahl in die Richtung des Zielobjekts geschickt wird.
Bei Rayleigh-Laserleitsternen wird ein Laser im sichtbaren Licht oder nahen Ultraviolett benutzt, dessen Licht durch Rayleigh-Streuung an Molekülen und Aerosolen in den unteren 10–20 km der Atmosphäre zurückgestreut wird. Dadurch entsteht zunächst eine Lichtsäule, durch Verwendung gepulster Laser und Ausnutzung der Laufzeit des Lichts kann dies aber auf einen Lichtfleck in einer Schicht der Atmosphäre begrenzt werden.
Bei Natrium-Laserleitsternen wird stattdessen ein gepulster oder kontinuierlicher Laserstrahl mit der Wellenlänge der Natrium-D-Linie (589,2 nm) benutzt. Der Laserstrahl wird in der Atmosphäre in ca. 90 km Höhe von den Natriumatomen der Natriumschicht zurückgestreut.

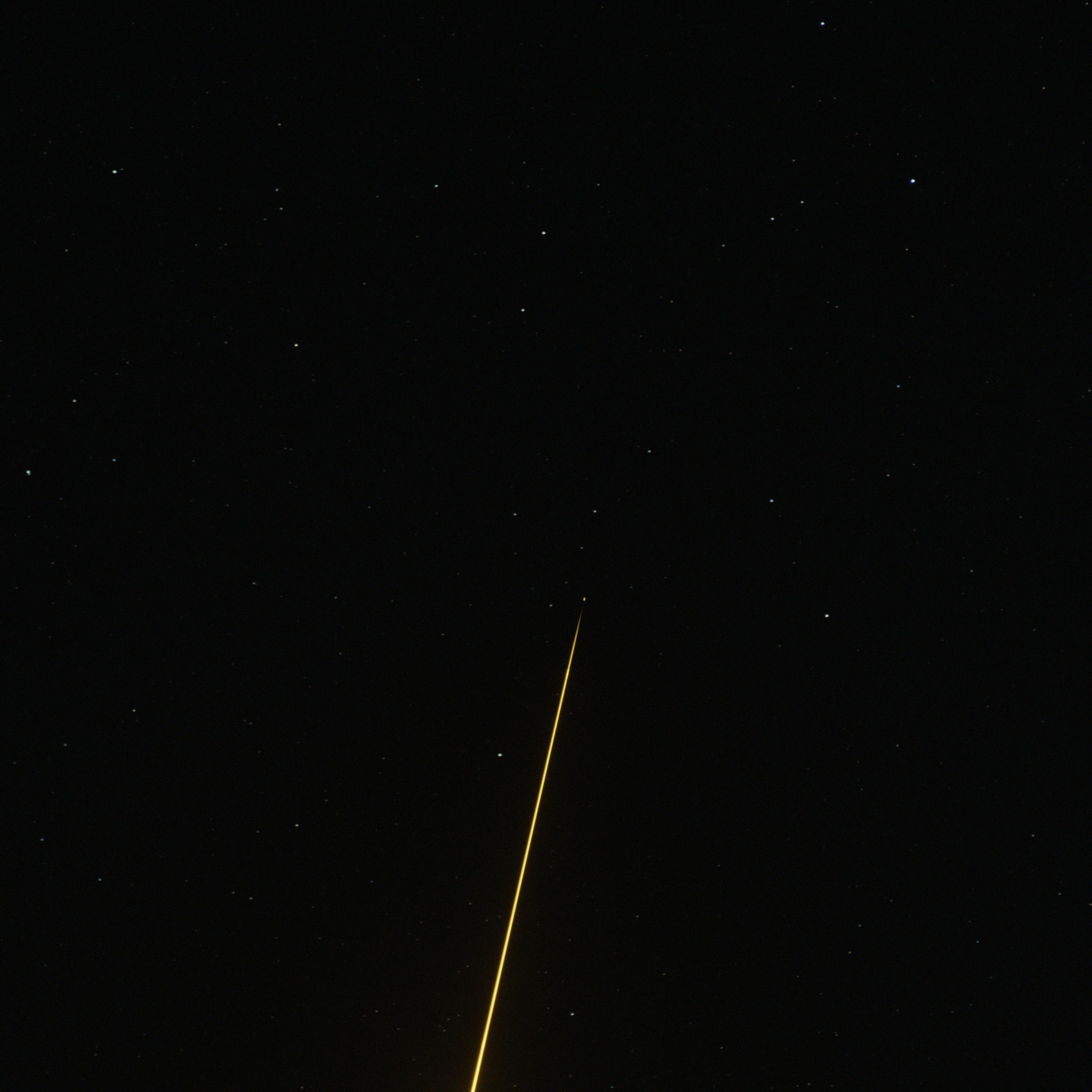
Der eigentliche Laserleitstern ist der kleine Punkt über dem scheinbaren Ende des Laserstrahls

Da auch der verwendete Laserstrahl durch die darunter liegenden Atmosphärenschichten abgelenkt wird, wird meist zusätzlich zum Laserleitstern ein normaler Stern beobachtet. Mit Hilfe dieses Sterns muss aber statt der gesamten Wellenfront nur die Verschiebung des beobachteten Bildes als Ganzes korrigiert werden, es reicht dafür ein relativ schwacher Stern.

## Geschichte
Das erste erfolgreiche Projekt eines Laserleitsterns wurde für militärische Zwecke in den 1980er Jahren an der Starfire Optical Range in New Mexico durchgeführt und unterlag zunächst der Geheimhaltung. In den 1990er Jahren begannen erste zivile Experimente an astronomischen Teleskopen. Seit 2000 werden Laserleitsterne auch an Teleskopen der 8-m-Klasse wie dem Keck-Observatorium und dem Very Large Telescope installiert.